# Château de Torsiac
Le château de Torsiac est un château situé en France sur la commune de Torsiac, dans la région Auvergne-Rhône-Alpes.

## Localisation
Le château est situé dans le département français de la Haute-Loire, sur la commune de Torsiac, dans l'ancienne région administrative d'Auvergne.

## Historique
Un seigneur de Torsiac est signalé dès 1268. Le donjon initial, de forme rectangulaire, a été érigé au XIVe siècle. Le corps de logis rectangulaire, accompagné de trois tourelles rondes, semble avoir été édifié au XVIIe siècle. Des travaux substantiels ont été réalisés au cours du XIXe siècle, entraînant des modifications significatives de l'apparence du château.

## Description
Au XIXe siècle, une imposante tour ronde a été annexée à l'angle ouest du corps de logis, les toitures ont été rénovées, et une ornementation fantaisiste (mâchicoulis, créneaux) a été ajoutée au sommet du donjon. Cet édifice représente l'un des sites emblématiques de la vallée de l'Alagnon.

## Protection
Le donjon est inscrit au titre des monuments historiques par arrêté du 7 février 1994.